# Calendario pawukon
El calendario pawukon o calendario wuku es un calendario aritmético que tiene un ciclo de 210 días y tiene su origen en la religión hinduista en Bali, Indonesia. Convive con otro calendario autóctono de Bali, el calendario lunar saka.
Su nombre está formado por la palabra javanesa wuku, que designa un ciclo en los calendarios javanés y balinés de siete días (una semana). El ciclo del wuku es de 30 semanas (210 días) de 7 días, o un año de 210 días. El wuku todavía se utiliza en Bali y Java, principalmente para determinar los 'días buenos' y los 'días malos'.
La idea base del wuku es la coincidencia de dos días bajo dos sistemas diferentes, el pancawara o semana de 5 días en la cultura javanesa y balinesa, también llamado pasaran (de pasar, 'mercado', porque el mercado en Java se celebra tradicionalmente cada 5 días) y el saptawara o semana de 7 días, también llamada pekan. La combinación de los dos sistemas produce 'meses' de 5 x 7 = 35 días. Un ciclo wuku consta de 6 'meses' de 35 días, esto es, 210 días. Según las creencias tradicionales de los balineses y javaneses, todos estos días tienen un significado especial.
Así, la primera ocasión en que se le permite a un niño balinés tener contacto con el suelo, después de su nacimiento, es al llegar al primer cumpleaños del niño, oton, que se produce al cabo del año balinés de 210 días y el acontecimiento puede ir acompañado de una ceremonia ritual de corte de cabello.

## Historia
El origen del ciclo javanés y balinés de 210 días se remonta a la época de la religión javanesa original. La combinación de la semana de mercado de cinco días con la semana de siete días de la India parece remontarse al siglo VIII o IX. Cuando la clase alta hindú de Java fue expulsada por el islam, se establecieron en Bali en 1478 y su cultura, también trajo consigo su calendario: el período pawukon de 210 días, que todavía hoy determina el paso del tiempo en Bali.

## El año pawukon
Un año pawukon consta de 210 días. Consiste en una secuencia de diez ciclos que se ejecutan uno al lado del otro, cuya duración varía de 1 a 10 días. Los años individuales no se cuentan ni se nombran. El comienzo del año es siempre un domingo. Los próximos años comienzan en las siguientes fechas gregorianas:
- 23 de octubre de 2022
- 21 de mayo de 2023
- 17 de diciembre de 2023
- 14 de julio de 2024
- 9 de febrero de 2025
- 7 de septiembre de 2025
- 5 de abril de 2026
- 1 de noviembre de 2026
- 30 de mayo de 2027
- 26 de diciembre de 2027

## Los ciclos
Los diez ciclos son diferentes y constan de 1 a 10 días. Los días de los ciclos individuales tienen los siguientes nombres:
- Los días del Dasawara (ciclo de diez días) son Sri, Pati, Raja, Manuh, Duka, Manusa, Raksasa, Suka, Dewa y Pandita.
- Los días del Sangawara (ciclo de nueve días) son Dangu, Jangur, Gigis, Nohan, Ogan, Erangan, Urungan, Tulus, Dadi.
- Los días del Astawara (ciclo de ocho días) son Sri, Indra, Guru, Yama, Ludra, Brahma, Kala, Uma.
- Los días de Saptawara (ciclo de siete días) son Redite, Soma, Anggara, Buda, Wraspati, Sukra, Saniscara.
- Los días del Sadwara (ciclo de seis días) son Tungleh, Aryang, Urukung, Paniron, Was, Maulu.
- Los días del Pancawara (ciclo de cinco días) son Paing, Pon, Wage, Keliwon, Umanis.
- Los días del Caturwara (ciclo de cuatro días) son Sri, Laba, Jaya, Menala.
- Los días del Triwara (ciclo de tres días) son Pasah, Beteng y Kajeng.
- Los días de la Dwiwara (ciclo de dos días) son Menga, Pepet.
- El día del Ekawara (ciclo de un día) es Luang.

La combinación del grupo de cinco días y el grupo de siete días forman un ciclo de 35 días, que a veces también se interpreta como un mes.

## Los días

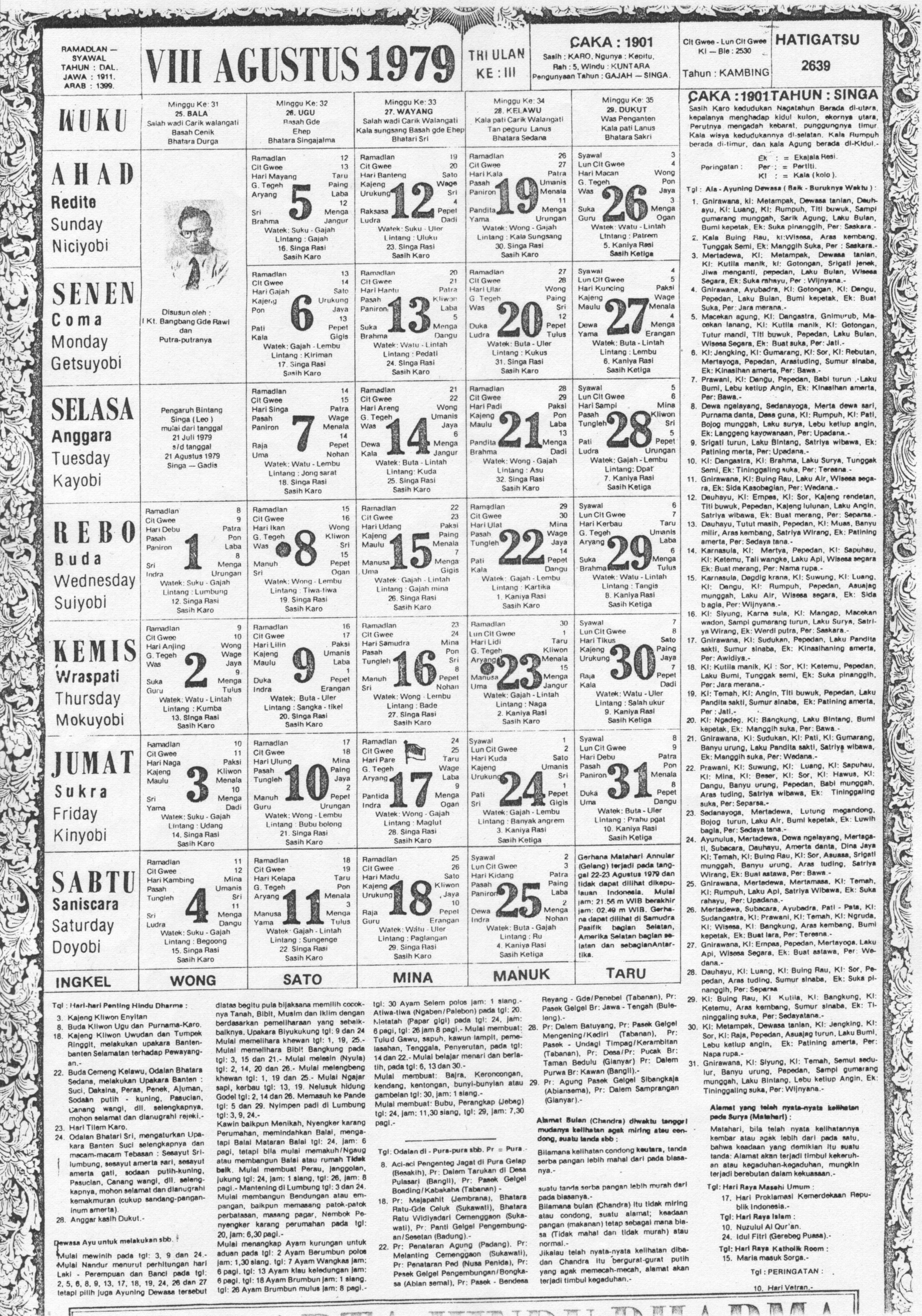
Página del calendario indonesio de agosto de 1979.

Cada día se identifica mediante una combinación (única) de los nombres de los diez grupos de ciclos. Los días de los grupos de tres, cinco, seis y siete días corren uno al lado del otro en una sucesión regular. Los días de los grupos de uno, dos y diez días están determinados por el número ritual de los grupos de cinco y siete días de la siguiente manera: Los dos números rituales se suman y aumentan en 1, y esta suma se divide por 10; el resto determina el día: si el resto es un número par, el día es luang (día del grupo de un día) y pepet (segundo día del grupo de dos días); el propio resto determina el día del grupo de diez días, tomando el valor 10 en lugar del resto 0. Para los días del grupo de diez días, esto da como resultado una distribución desigual con una frecuencia desigual; algunos días ocurren solo dos veces en los 35 días, otros hasta cinco veces. Dado que el grupo de cuatro, ocho y nueve días no se fusiona por completo en un wuku, la secuencia se interrumpe con dos o tres 'días repetidos'. Estos días repetidos se insertan como jaya y kala al comienzo de la semana 11 y como dangu al comienzo de la semana 1, respectivamente. Así que los primeros diez días tienen los siguientes nombres:
| 1  | Menga Pasah Sri Paing Tungleh Redite Sri Dangu Sri            |
| 2  | Luang Pepet Beteng Laba Pon Aryang Coma Indra Dangu Pati      |
| 3  | Luang Pepet Kajeng Jaya Wage Urukung Anggara Guru Dangu Raja  |
| 4  | Luang Pepet Pasah Menala Kliwon Paniron Buda Yama Dangu Manuh |
| 5  | Luang Pepet Beteng Sri Umanis Was Wraspati Ludra Jangur Duka  |
| 6  | Luang Pepet Kajeng Laba Paing Maulu Sukra Brahma Gigis Manuh  |
| 7  | Menga Pasah Jaya Pon Tungleh Saniscara Kala Nohan Manusa      |
| 8  | Luang Pepet Beteng Menala Wage Aryang Redite Uma Ogan Raksasa |
| 9  | Menga Kajeng Sri Kliwon Urukung Coma Sri Erangan Suka         |
| 10 | Menga Pasah Laba Umanis Paniron Anggara Indra Urungan Dewa    |

## La semana
Los 30 ciclos del grupo de siete días que corresponden a nuestra semana tienen cada uno su propio nombre:
| Semana | Nombre       |
| ------ | ------------ |
| 1      | Sinta        |
| 2      | Landep       |
| 3      | Ukir         |
| 4      | Kulantir     |
| 5      | Taulu        |
| 6      | Gumbreg      |
| 7      | Wariga       |
| 8      | Warigadian   |
| 9      | Julungwangi  |
| 10     | Sungsang     |
| 11     | Dunggulan    |
| 12     | Kuningan     |
| 13     | Langkir      |
| 14     | Medangsia    |
| 15     | Pujut        |
| 16     | Pahang       |
| 17     | Krulut       |
| 18     | Merakih      |
| 19     | Tambir       |
| 20     | Medangkungan |
| 21     | Matal        |
| 22     | Uye          |
| 23     | Menail       |
| 24     | Perangbakat  |
| 25     | Bala         |
| 26     | Ugu          |
| 27     | Wayang       |
| 28     | Kelawu       |
| 29     | Dukut        |
| 30     | Watugunung   |

### Tika
La representación tradicional del pawukon es en una tika. Consta de 30 columnas, cada una con siete líneas, en las que los distintos ciclos están representados por símbolos geométricos, dando como resultado patrones regulares. Suele estar tallado en madera o pintado sobre tela. Hoy en día, ya no se hacen tikas y pocas personas entienden la estructura de la tika. Un calendario indonesio moderno contiene no solo las fechas del calendario pawukon, sino también las fechas de los calendarios gregoriano, javanés, islámico y chino. Los nombres de los días del calendario pawukon están dispuestos en el sentido de las agujas del reloj alrededor del día gregoriano en este orden: día del grupo de cinco, cuatro, dos, nueve, ocho, diez, seis y tres días.

## Correspondencia con el calendario gregoriano
Los ciclos del pawukon no están numerados, por lo que el calendario no tiene época y la elección de la fecha en la que se basa una correspondencia es arbitraria. Dershowitz y Reingold eligió el primer pawukon que comenzó en un número de día juliano positivo, que era específicamente JDN 146 (26 de mayo de 4713 a. C. en el calendario juliano proléptico; 18 de abril de ese año en el calendario gregoriano proléptico].
| Día # | Ekawara | Dwiwara | Triwara | Caturwara | Pancawara | Sadwara | Saptawara | Asatawara | Sangawara | Dasawara | Saptawara Nombre |
| ----- | ------- | ------- | ------- | --------- | --------- | ------- | --------- | --------- | --------- | -------- | ---------------- |
| 1     |         | Menga   | Pasah   | Sri       | Paing     | Tungleh | Redite    | Sri       | Dangu     | Sri      | Sinta            |
| 2     | Luang   | Pepet   | Beteng  | Laba      | Pon       | Aryang  | Soma      | Indra     | Dangu     | Pati     | Sinta            |
| 3     | Luang   | Pepet   | Kajeng  | Jaya      | Wage      | Urukung | Anggara   | Guru      | Dangu     | Raja     | Sinta            |
| 4     | Luang   | Pepet   | Pasah   | Menala    | Keliwon   | Paniron | Buda      | Yama      | Dangu     | Manuh    | Sinta            |
| 5     | Luang   | Pepet   | Beteng  | Sri       | Umanis    | Was     | Wraspati  | Ludra     | Jangur    | Duka     | Sinta            |
| 6     | Luang   | Pepet   | Kajeng  | Laba      | Paing     | Maulu   | Sukra     | Brahma    | Gigis     | Manuh    | Sinta            |
| 7     |         | Menga   | Pasah   | Jaya      | Pon       | Tungleh | Saniscara | Kala      | Nohan     | Manusa   | Sinta            |
| 8     | Luang   | Pepet   | Beteng  | Menala    | Wage      | Aryang  | Redite    | Uma       | Ogan      | Raksasa  | Landep           |
| 9     |         | Menga   | Kajeng  | Sri       | Keliwon   | Urukung | Soma      | Sri       | Erangan   | Suka     | Landep           |
| 10    |         | Menga   | Pasah   | Laba      | Umanis    | Paniron | Anggara   | Indra     | Urungan   | Dewa     | Landep           |
| 11    |         | Menga   | Beteng  | Jaya      | Paing     | Was     | Buda      | Guru      | Tulus     | Manusa   | Landep           |
| 12    | Luang   | Pepet   | Kajeng  | Menala    | Pon       | Maulu   | Wraspati  | Yama      | Dadi      | Manuh    | Landep           |
| 13    |         | Menga   | Pasah   | Sri       | Wage      | Tungleh | Sukra     | Ludra     | Dangu     | Pandita  | Landep           |
| 14    | Luang   | Pepet   | Beteng  | Laba      | Keliwon   | Aryang  | Saniscara | Brahma    | Jangur    | Raja     | Landep           |
| 15    |         | Menga   | Kajeng  | Jaya      | Umanis    | Urukung | Redite    | Kala      | Gigis     | Pandita  | Ukir             |
| 16    | Luang   | Pepet   | Pasah   | Menala    | Paing     | Paniron | Soma      | Uma       | Nohan     | Duka     | Ukir             |
| 17    |         | Menga   | Beteng  | Sri       | Pon       | Was     | Anggara   | Sri       | Ogan      | Pandita  | Ukir             |
| 18    | Luang   | Pepet   | Kajeng  | Laba      | Wage      | Maulu   | Buda      | Indra     | Erangan   | Pati     | Ukir             |
| 19    |         | Menga   | Pasah   | Jaya      | Keliwon   | Tungleh | Wraspati  | Guru      | Urungan   | Manusa   | Ukir             |
| 20    | Luang   | Pepet   | Beteng  | Menala    | Umanis    | Aryang  | Sukra     | Yama      | Tulus     | Pati     | Ukir             |
| 21    |         | Menga   | Kajeng  | Sri       | Paing     | Urukung | Saniscara | Ludra     | Dadi      | Dewa     | Ukir             |
| 22    |         | Menga   | Pasah   | Laba      | Pon       | Paniron | Redite    | Brahma    | Dangu     | Suka     | Kulantir         |
| 23    |         | Menga   | Beteng  | Jaya      | Wage      | Was     | Soma      | Kala      | Jangur    | Dewa     | Kulantir         |
| 24    | Luang   | Pepet   | Kajeng  | Menala    | Keliwon   | Maulu   | Anggara   | Uma       | Gigis     | Pati     | Kulantir         |
| 25    |         | Menga   | Pasah   | Sri       | Umanis    | Tungleh | Buda      | Sri       | Nohan     | Suka     | Kulantir         |
| 26    | Luang   | Pepet   | Beteng  | Laba      | Paing     | Aryang  | Wraspati  | Indra     | Ogan      | Raja     | Kulantir         |
| 27    | Luang   | Pepet   | Kajeng  | Jaya      | Pon       | Urukung | Sukra     | Guru      | Erangan   | Duka     | Kulantir         |
| 28    | Luang   | Pepet   | Pasah   | Menala    | Wage      | Paniron | Saniscara | Yama      | Urungan   | Duka     | Kulantir         |
| 29    | Luang   | Pepet   | Beteng  | Sri       | Keliwon   | Was     | Redite    | Ludra     | Tulus     | Duka     | Taulu            |
| 30    | Luang   | Pepet   | Kajeng  | Laba      | Umanis    | Maulu   | Soma      | Brahma    | Dadi      | Raksasa  | Taulu            |
| 31    |         | Menga   | Pasah   | Jaya      | Paing     | Tungleh | Anggara   | Kala      | Dangu     | Suka     | Taulu            |
| 32    |         | Menga   | Beteng  | Menala    | Pon       | Aryang  | Buda      | Uma       | Jangur    | Sri      | Taulu            |
| 33    |         | Menga   | Kajeng  | Sri       | Wage      | Urukung | Wraspati  | Sri       | Gigis     | Suka     | Taulu            |
| 34    |         | Menga   | Pasah   | Laba      | Keliwon   | Paniron | Sukra     | Indra     | Nohan     | Sri      | Taulu            |
| 35    |         | Menga   | Beteng  | Jaya      | Umanis    | Was     | Saniscara | Guru      | Ogan      | Sri      | Taulu            |
| 36    |         | Menga   | Kajeng  | Menala    | Paing     | Maulu   | Redite    | Yama      | Erangan   | Sri      | Gumbreg          |
| 37    | Luang   | Pepet   | Pasah   | Sri       | Pon       | Tungleh | Soma      | Ludra     | Urungan   | Pati     | Gumbreg          |
| 38    | Luang   | Pepet   | Beteng  | Laba      | Wage      | Aryang  | Anggara   | Brahma    | Tulus     | Raja     | Gumbreg          |
| 39    | Luang   | Pepet   | Kajeng  | Jaya      | Keliwon   | Urukung | Buda      | Kala      | Dadi      | Manuh    | Gumbreg          |
| 40    | Luang   | Pepet   | Pasah   | Menala    | Umanis    | Paniron | Wraspati  | Uma       | Dangu     | Duka     | Gumbreg          |
| 41    | Luang   | Pepet   | Beteng  | Sri       | Paing     | Was     | Sukra     | Sri       | Jangur    | Manuh    | Gumbreg          |
| 42    |         | Menga   | Kajeng  | Laba      | Pon       | Maulu   | Saniscara | Indra     | Gigis     | Manusa   | Gumbreg          |
| 43    | Luang   | Pepet   | Pasah   | Jaya      | Wage      | Tungleh | Redite    | Guru      | Nohan     | Raksasa  | Wariga           |
| 44    |         | Menga   | Beteng  | Menala    | Keliwon   | Aryang  | Soma      | Yama      | Ogan      | Suka     | Wariga           |
| 45    |         | Menga   | Kajeng  | Sri       | Umanis    | Urukung | Anggara   | Ludra     | Erangan   | Dewa     | Wariga           |
| 46    |         | Menga   | Pasah   | Laba      | Paing     | Paniron | Buda      | Brahma    | Urungan   | Manusa   | Wariga           |
| 47    | Luang   | Pepet   | Beteng  | Jaya      | Pon       | Was     | Wraspati  | Kala      | Tulus     | Manuh    | Wariga           |
| 48    |         | Menga   | Kajeng  | Menala    | Wage      | Maulu   | Sukra     | Uma       | Dadi      | Pandita  | Wariga           |
| 49    | Luang   | Pepet   | Pasah   | Sri       | Keliwon   | Tungleh | Saniscara | Sri       | Dangu     | Raja     | Wariga           |
| 50    |         | Menga   | Beteng  | Laba      | Umanis    | Aryang  | Redite    | Indra     | Jangur    | Pandita  | Warigadian       |
| 51    | Luang   | Pepet   | Kajeng  | Jaya      | Paing     | Urukung | Soma      | Guru      | Gigis     | Duka     | Warigadian       |
| 52    |         | Menga   | Pasah   | Menala    | Pon       | Paniron | Anggara   | Yama      | Nohan     | Pandita  | Warigadian       |
| 53    | Luang   | Pepet   | Beteng  | Sri       | Wage      | Was     | Buda      | Ludra     | Ogan      | Pati     | Warigadian       |
| 54    |         | Menga   | Kajeng  | Laba      | Keliwon   | Maulu   | Wraspati  | Brahma    | Erangan   | Manusa   | Warigadian       |
| 55    | Luang   | Pepet   | Pasah   | Jaya      | Umanis    | Tungleh | Sukra     | Kala      | Urungan   | Pati     | Warigadian       |
| 56    |         | Menga   | Beteng  | Menala    | Paing     | Aryang  | Saniscara | Uma       | Tulus     | Dewa     | Warigadian       |
| 57    |         | Menga   | Kajeng  | Sri       | Pon       | Urukung | Redite    | Sri       | Dadi      | Suka     | Julungwangi      |
| 58    |         | Menga   | Pasah   | Laba      | Wage      | Paniron | Soma      | Indra     | Dangu     | Dewa     | Julungwangi      |
| 59    | Luang   | Pepet   | Beteng  | Jaya      | Keliwon   | Was     | Anggara   | Guru      | Jangur    | Pati     | Julungwangi      |
| 60    |         | Menga   | Kajeng  | Menala    | Umanis    | Maulu   | Buda      | Yama      | Gigis     | Suka     | Julungwangi      |
| 61    | Luang   | Pepet   | Pasah   | Sri       | Paing     | Tungleh | Wraspati  | Ludra     | Nohan     | Raja     | Julungwangi      |
| 62    | Luang   | Pepet   | Beteng  | Laba      | Pon       | Aryang  | Sukra     | Brahma    | Ogan      | Duka     | Julungwangi      |
| 63    | Luang   | Pepet   | Kajeng  | Jaya      | Wage      | Urukung | Saniscara | Kala      | Erangan   | Duka     | Julungwangi      |
| 64    | Luang   | Pepet   | Pasah   | Menala    | Keliwon   | Paniron | Redite    | Uma       | Urungan   | Duka     | Sungsang         |
| 65    | Luang   | Pepet   | Beteng  | Sri       | Umanis    | Was     | Soma      | Sri       | Tulus     | Raksasa  | Sungsang         |
| 66    |         | Menga   | Kajeng  | Laba      | Paing     | Maulu   | Anggara   | Indra     | Dadi      | Suka     | Sungsang         |
| 67    |         | Menga   | Pasah   | Jaya      | Pon       | Tungleh | Buda      | Guru      | Dangu     | Sri      | Sungsang         |
| 68    |         | Menga   | Beteng  | Menala    | Wage      | Aryang  | Wraspati  | Yama      | Jangur    | Suka     | Sungsang         |
| 69    |         | Menga   | Kajeng  | Sri       | Keliwon   | Urukung | Sukra     | Ludra     | Gigis     | Sri      | Sungsang         |
| 70    |         | Menga   | Pasah   | Laba      | Umanis    | Paniron | Saniscara | Brahma    | Nohan     | Sri      | Sungsang         |
| 71    |         | Menga   | Beteng  | Jaya      | Paing     | Was     | Redite    | Kala      | Ogan      | Sri      | Dunggulan        |
| 72    | Luang   | Pepet   | Kajeng  | Jaya      | Pon       | Maulu   | Soma      | Kala      | Erangan   | Pati     | Dunggulan        |
| 73    | Luang   | Pepet   | Pasah   | Jaya      | Wage      | Tungleh | Anggara   | Kala      | Urungan   | Raja     | Dunggulan        |
| 74    | Luang   | Pepet   | Beteng  | Menala    | Keliwon   | Aryang  | Buda      | Uma       | Tulus     | Manuh    | Dunggulan        |
| 75    | Luang   | Pepet   | Kajeng  | Sri       | Umanis    | Urukung | Wraspati  | Sri       | Dadi      | Duka     | Dunggulan        |
| 76    | Luang   | Pepet   | Pasah   | Laba      | Paing     | Paniron | Sukra     | Indra     | Dangu     | Manuh    | Dunggulan        |
| 77    |         | Menga   | Beteng  | Jaya      | Pon       | Was     | Saniscara | Guru      | Jangur    | Manusa   | Dunggulan        |
| 78    | Luang   | Pepet   | Kajeng  | Menala    | Wage      | Maulu   | Redite    | Yama      | Gigis     | Raksasa  | Kuningan         |
| 79    |         | Menga   | Pasah   | Sri       | Keliwon   | Tungleh | Soma      | Ludra     | Nohan     | Suka     | Kuningan         |
| 80    |         | Menga   | Beteng  | Laba      | Umanis    | Aryang  | Anggara   | Brahma    | Ogan      | Dewa     | Kuningan         |
| 81    |         | Menga   | Kajeng  | Jaya      | Paing     | Urukung | Buda      | Kala      | Erangan   | Manusa   | Kuningan         |
| 82    | Luang   | Pepet   | Pasah   | Menala    | Pon       | Paniron | Wraspati  | Uma       | Urungan   | Manuh    | Kuningan         |
| 83    |         | Menga   | Beteng  | Sri       | Wage      | Was     | Sukra     | Sri       | Tulus     | Pandita  | Kuningan         |
| 84    | Luang   | Pepet   | Kajeng  | Laba      | Keliwon   | Maulu   | Saniscara | Indra     | Dadi      | Raja     | Kuningan         |
| 85    |         | Menga   | Pasah   | Jaya      | Umanis    | Tungleh | Redite    | Guru      | Dangu     | Pandita  | Langkir          |
| 86    | Luang   | Pepet   | Beteng  | Menala    | Paing     | Aryang  | Soma      | Yama      | Jangur    | Duka     | Langkir          |
| 87    |         | Menga   | Kajeng  | Sri       | Pon       | Urukung | Anggara   | Ludra     | Gigis     | Pandita  | Langkir          |
| 88    | Luang   | Pepet   | Pasah   | Laba      | Wage      | Paniron | Buda      | Brahma    | Nohan     | Pati     | Langkir          |
| 89    |         | Menga   | Beteng  | Jaya      | Keliwon   | Was     | Wraspati  | Kala      | Ogan      | Manusa   | Langkir          |
| 90    | Luang   | Pepet   | Kajeng  | Menala    | Umanis    | Maulu   | Sukra     | Uma       | Erangan   | Pati     | Langkir          |
| 91    |         | Menga   | Pasah   | Sri       | Paing     | Tungleh | Saniscara | Sri       | Urungan   | Dewa     | Langkir          |
| 92    |         | Menga   | Beteng  | Laba      | Pon       | Aryang  | Redite    | Indra     | Tulus     | Suka     | Medangsia        |
| 93    |         | Menga   | Kajeng  | Jaya      | Wage      | Urukung | Soma      | Guru      | Dadi      | Dewa     | Medangsia        |
| 94    | Luang   | Pepet   | Pasah   | Menala    | Keliwon   | Paniron | Anggara   | Yama      | Dangu     | Pati     | Medangsia        |
| 95    |         | Menga   | Beteng  | Sri       | Umanis    | Was     | Buda      | Ludra     | Jangur    | Suka     | Medangsia        |
| 96    | Luang   | Pepet   | Kajeng  | Laba      | Paing     | Maulu   | Wraspati  | Brahma    | Gigis     | Raja     | Medangsia        |
| 97    | Luang   | Pepet   | Pasah   | Jaya      | Pon       | Tungleh | Sukra     | Kala      | Nohan     | Duka     | Medangsia        |
| 98    | Luang   | Pepet   | Beteng  | Menala    | Wage      | Aryang  | Saniscara | Uma       | Ogan      | Duka     | Medangsia        |
| 99    | Luang   | Pepet   | Kajeng  | Sri       | Keliwon   | Urukung | Redite    | Sri       | Erangan   | Duka     | Pujut            |
| 100   | Luang   | Pepet   | Pasah   | Laba      | Umanis    | Paniron | Soma      | Indra     | Urungan   | Raksasa  | Pujut            |
| 101   |         | Menga   | Beteng  | Jaya      | Paing     | Was     | Anggara   | Guru      | Tulus     | Suka     | Pujut            |
| 102   |         | Menga   | Kajeng  | Menala    | Pon       | Maulu   | Buda      | Yama      | Dadi      | Sri      | Pujut            |
| 103   |         | Menga   | Pasah   | Sri       | Wage      | Tungleh | Wraspati  | Ludra     | Dangu     | Suka     | Pujut            |
| 104   |         | Menga   | Beteng  | Laba      | Keliwon   | Aryang  | Sukra     | Brahma    | Jangur    | Sri      | Pujut            |
| 105   |         | Menga   | Kajeng  | Jaya      | Umanis    | Urukung | Saniscara | Kala      | Gigis     | Sri      | Pujut            |
| 106   |         | Menga   | Pasah   | Menala    | Paing     | Paniron | Redite    | Uma       | Nohan     | Sri      | Pahang           |
| 107   | Luang   | Pepet   | Beteng  | Sri       | Pon       | Was     | Soma      | Sri       | Ogan      | Pati     | Pahang           |
| 108   | Luang   | Pepet   | Kajeng  | Laba      | Wage      | Maulu   | Anggara   | Indra     | Erangan   | Raja     | Pahang           |
| 109   | Luang   | Pepet   | Pasah   | Jaya      | Keliwon   | Tungleh | Buda      | Guru      | Urungan   | Manuh    | Pahang           |
| 110   | Luang   | Pepet   | Beteng  | Menala    | Umanis    | Aryang  | Wraspati  | Yama      | Tulus     | Duka     | Pahang           |
| 111   | Luang   | Pepet   | Kajeng  | Sri       | Paing     | Urukung | Sukra     | Ludra     | Dadi      | Manuh    | Pahang           |
| 112   |         | Menga   | Pasah   | Laba      | Pon       | Paniron | Saniscara | Brahma    | Dangu     | Manusa   | Pahang           |
| 113   | Luang   | Pepet   | Beteng  | Jaya      | Wage      | Was     | Redite    | Kala      | Jangur    | Raksasa  | Krulut           |
| 114   |         | Menga   | Kajeng  | Menala    | Keliwon   | Maulu   | Soma      | Uma       | Gigis     | Suka     | Krulut           |
| 115   |         | Menga   | Pasah   | Sri       | Umanis    | Tungleh | Anggara   | Sri       | Nohan     | Dewa     | Krulut           |
| 116   |         | Menga   | Beteng  | Laba      | Paing     | Aryang  | Buda      | Indra     | Ogan      | Manusa   | Krulut           |
| 117   | Luang   | Pepet   | Kajeng  | Jaya      | Pon       | Urukung | Wraspati  | Guru      | Erangan   | Manuh    | Krulut           |
| 118   |         | Menga   | Pasah   | Menala    | Wage      | Paniron | Sukra     | Yama      | Urungan   | Pandita  | Krulut           |
| 119   | Luang   | Pepet   | Beteng  | Sri       | Keliwon   | Was     | Saniscara | Ludra     | Tulus     | Raja     | Krulut           |
| 120   |         | Menga   | Kajeng  | Laba      | Umanis    | Maulu   | Redite    | Brahma    | Dadi      | Pandita  | Merakih          |
| 121   | Luang   | Pepet   | Pasah   | Jaya      | Paing     | Tungleh | Soma      | Kala      | Dangu     | Duka     | Merakih          |
| 122   |         | Menga   | Beteng  | Menala    | Pon       | Aryang  | Anggara   | Uma       | Jangur    | Pandita  | Merakih          |
| 123   | Luang   | Pepet   | Kajeng  | Sri       | Wage      | Urukung | Buda      | Sri       | Gigis     | Pati     | Merakih          |
| 124   |         | Menga   | Pasah   | Laba      | Keliwon   | Paniron | Wraspati  | Indra     | Nohan     | Manusa   | Merakih          |
| 125   | Luang   | Pepet   | Beteng  | Jaya      | Umanis    | Was     | Sukra     | Guru      | Ogan      | Pati     | Merakih          |
| 126   |         | Menga   | Kajeng  | Menala    | Paing     | Maulu   | Saniscara | Yama      | Erangan   | Dewa     | Merakih          |
| 127   |         | Menga   | Pasah   | Sri       | Pon       | Tungleh | Redite    | Ludra     | Urungan   | Suka     | Tambir           |
| 128   |         | Menga   | Beteng  | Laba      | Wage      | Aryang  | Soma      | Brahma    | Tulus     | Dewa     | Tambir           |
| 129   | Luang   | Pepet   | Kajeng  | Jaya      | Keliwon   | Urukung | Anggara   | Kala      | Dadi      | Pati     | Tambir           |
| 130   |         | Menga   | Pasah   | Menala    | Umanis    | Paniron | Buda      | Uma       | Dangu     | Suka     | Tambir           |
| 131   | Luang   | Pepet   | Beteng  | Sri       | Paing     | Was     | Wraspati  | Sri       | Jangur    | Raja     | Tambir           |
| 132   | Luang   | Pepet   | Kajeng  | Laba      | Pon       | Maulu   | Sukra     | Indra     | Gigis     | Duka     | Tambir           |
| 133   | Luang   | Pepet   | Pasah   | Jaya      | Wage      | Tungleh | Saniscara | Guru      | Nohan     | Duka     | Tambir           |
| 134   | Luang   | Pepet   | Beteng  | Menala    | Keliwon   | Aryang  | Redite    | Yama      | Ogan      | Duka     | Medangkungan     |
| 135   | Luang   | Pepet   | Kajeng  | Sri       | Umanis    | Urukung | Soma      | Ludra     | Erangan   | Raksasa  | Medangkungan     |
| 136   |         | Menga   | Pasah   | Laba      | Paing     | Paniron | Anggara   | Brahma    | Urungan   | Suka     | Medangkungan     |
| 137   |         | Menga   | Beteng  | Jaya      | Pon       | Was     | Buda      | Kala      | Tulus     | Sri      | Medangkungan     |
| 138   |         | Menga   | Kajeng  | Menala    | Wage      | Maulu   | Wraspati  | Uma       | Dadi      | Suka     | Medangkungan     |
| 139   |         | Menga   | Pasah   | Sri       | Keliwon   | Tungleh | Sukra     | Sri       | Dangu     | Sri      | Medangkungan     |
| 140   |         | Menga   | Beteng  | Laba      | Umanis    | Aryang  | Saniscara | Indra     | Jangur    | Sri      | Medangkungan     |
| 141   |         | Menga   | Kajeng  | Jaya      | Paing     | Urukung | Redite    | Guru      | Gigis     | Sri      | Matal            |
| 142   | Luang   | Pepet   | Pasah   | Menala    | Pon       | Paniron | Soma      | Yama      | Nohan     | Pati     | Matal            |
| 143   | Luang   | Pepet   | Beteng  | Sri       | Wage      | Was     | Anggara   | Ludra     | Ogan      | Raja     | Matal            |
| 144   | Luang   | Pepet   | Kajeng  | Laba      | Keliwon   | Maulu   | Buda      | Brahma    | Erangan   | Manuh    | Matal            |
| 145   | Luang   | Pepet   | Pasah   | Jaya      | Umanis    | Tungleh | Wraspati  | Kala      | Urungan   | Duka     | Matal            |
| 146   | Luang   | Pepet   | Beteng  | Menala    | Paing     | Aryang  | Sukra     | Uma       | Tulus     | Manuh    | Matal            |
| 147   |         | Menga   | Kajeng  | Sri       | Pon       | Urukung | Saniscara | Sri       | Dadi      | Manusa   | Matal            |
| 148   | Luang   | Pepet   | Pasah   | Laba      | Wage      | Paniron | Redite    | Indra     | Dangu     | Raksasa  | Uye              |
| 149   |         | Menga   | Beteng  | Jaya      | Keliwon   | Was     | Soma      | Guru      | Jangur    | Suka     | Uye              |
| 150   |         | Menga   | Kajeng  | Menala    | Umanis    | Maulu   | Anggara   | Yama      | Gigis     | Dewa     | Uye              |
| 151   |         | Menga   | Pasah   | Sri       | Paing     | Tungleh | Buda      | Ludra     | Nohan     | Manusa   | Uye              |
| 152   | Luang   | Pepet   | Beteng  | Laba      | Pon       | Aryang  | Wraspati  | Brahma    | Ogan      | Manuh    | Uye              |
| 153   |         | Menga   | Kajeng  | Jaya      | Wage      | Urukung | Sukra     | Kala      | Erangan   | Pandita  | Uye              |
| 154   | Luang   | Pepet   | Pasah   | Menala    | Keliwon   | Paniron | Saniscara | Uma       | Urungan   | Raja     | Uye              |
| 155   |         | Menga   | Beteng  | Sri       | Umanis    | Was     | Redite    | Sri       | Tulus     | Pandita  | Menail           |
| 156   | Luang   | Pepet   | Kajeng  | Laba      | Paing     | Maulu   | Soma      | Indra     | Dadi      | Duka     | Menail           |
| 157   |         | Menga   | Pasah   | Jaya      | Pon       | Tungleh | Anggara   | Guru      | Dangu     | Pandita  | Menail           |
| 158   | Luang   | Pepet   | Beteng  | Menala    | Wage      | Aryang  | Buda      | Yama      | Jangur    | Pati     | Menail           |
| 159   |         | Menga   | Kajeng  | Sri       | Keliwon   | Urukung | Wraspati  | Ludra     | Gigis     | Manusa   | Menail           |
| 160   | Luang   | Pepet   | Pasah   | Laba      | Umanis    | Paniron | Sukra     | Brahma    | Nohan     | Pati     | Menail           |
| 161   |         | Menga   | Beteng  | Jaya      | Paing     | Was     | Saniscara | Kala      | Ogan      | Dewa     | Menail           |
| 162   |         | Menga   | Kajeng  | Menala    | Pon       | Maulu   | Redite    | Uma       | Erangan   | Suka     | Parangbakat      |
| 163   |         | Menga   | Pasah   | Sri       | Wage      | Tungleh | Soma      | Sri       | Urungan   | Dewa     | Parangbakat      |
| 164   | Luang   | Pepet   | Beteng  | Laba      | Keliwon   | Aryang  | Anggara   | Indra     | Tulus     | Pati     | Parangbakat      |
| 165   |         | Menga   | Kajeng  | Jaya      | Umanis    | Urukung | Buda      | Guru      | Dadi      | Suka     | Parangbakat      |
| 166   | Luang   | Pepet   | Pasah   | Menala    | Paing     | Paniron | Wraspati  | Yama      | Dangu     | Raja     | Parangbakat      |
| 167   | Luang   | Pepet   | Beteng  | Sri       | Pon       | Was     | Sukra     | Ludra     | Jangur    | Duka     | Parangbakat      |
| 168   | Luang   | Pepet   | Kajeng  | Laba      | Wage      | Maulu   | Saniscara | Brahma    | Gigis     | Duka     | Parangbakat      |
| 169   | Luang   | Pepet   | Pasah   | Jaya      | Keliwon   | Tungleh | Redite    | Kala      | Nohan     | Duka     | Bala             |
| 170   | Luang   | Pepet   | Beteng  | Menala    | Umanis    | Aryang  | Soma      | Uma       | Ogan      | Raksasa  | Bala             |
| 171   |         | Menga   | Kajeng  | Sri       | Paing     | Urukung | Anggara   | Sri       | Erangan   | Suka     | Bala             |
| 172   |         | Menga   | Pasah   | Laba      | Pon       | Paniron | Buda      | Indra     | Urungan   | Sri      | Bala             |
| 173   |         | Menga   | Beteng  | Jaya      | Wage      | Was     | Wraspati  | Guru      | Tulus     | Suka     | Bala             |
| 174   |         | Menga   | Kajeng  | Menala    | Keliwon   | Maulu   | Sukra     | Yama      | Dadi      | Sri      | Bala             |
| 175   |         | Menga   | Pasah   | Sri       | Umanis    | Tungleh | Saniscara | Ludra     | Dangu     | Sri      | Bala             |
| 176   |         | Menga   | Beteng  | Laba      | Paing     | Aryang  | Redite    | Brahma    | Jangur    | Sri      | Ugu              |
| 177   | Luang   | Pepet   | Kajeng  | Jaya      | Pon       | Urukung | Soma      | Kala      | Gigis     | Pati     | Ugu              |
| 178   | Luang   | Pepet   | Pasah   | Menala    | Wage      | Paniron | Anggara   | Uma       | Nohan     | Raja     | Ugu              |
| 179   | Luang   | Pepet   | Beteng  | Sri       | Keliwon   | Was     | Buda      | Sri       | Ogan      | Manuh    | Ugu              |
| 180   | Luang   | Pepet   | Kajeng  | Laba      | Umanis    | Maulu   | Wraspati  | Indra     | Erangan   | Duka     | Ugu              |
| 181   | Luang   | Pepet   | Pasah   | Jaya      | Paing     | Tungleh | Sukra     | Guru      | Urungan   | Manuh    | Ugu              |
| 182   |         | Menga   | Beteng  | Menala    | Pon       | Aryang  | Saniscara | Yama      | Tulus     | Manusa   | Ugu              |
| 183   | Luang   | Pepet   | Kajeng  | Sri       | Wage      | Urukung | Redite    | Ludra     | Dadi      | Raksasa  | Wayang           |
| 184   |         | Menga   | Pasah   | Laba      | Keliwon   | Paniron | Soma      | Brahma    | Dangu     | Suka     | Wayang           |
| 185   |         | Menga   | Beteng  | Jaya      | Umanis    | Was     | Anggara   | Kala      | Jangur    | Dewa     | Wayang           |
| 186   |         | Menga   | Kajeng  | Menala    | Paing     | Maulu   | Buda      | Uma       | Gigis     | Manusa   | Wayang           |
| 187   | Luang   | Pepet   | Pasah   | Sri       | Pon       | Tungleh | Wraspati  | Sri       | Nohan     | Manuh    | Wayang           |
| 188   |         | Menga   | Beteng  | Laba      | Wage      | Aryang  | Sukra     | Indra     | Ogan      | Pandita  | Wayang           |
| 189   | Luang   | Pepet   | Kajeng  | Jaya      | Keliwon   | Urukung | Saniscara | Guru      | Erangan   | Raja     | Wayang           |
| 190   |         | Menga   | Pasah   | Menala    | Umanis    | Paniron | Redite    | Yama      | Urungan   | Pandita  | Kelawu           |
| 191   | Luang   | Pepet   | Beteng  | Sri       | Paing     | Was     | Soma      | Ludra     | Tulus     | Duka     | Kelawu           |
| 192   |         | Menga   | Kajeng  | Laba      | Pon       | Maulu   | Anggara   | Brahma    | Dadi      | Pandita  | Kelawu           |
| 193   | Luang   | Pepet   | Pasah   | Jaya      | Wage      | Tungleh | Buda      | Kala      | Dangu     | Pati     | Kelawu           |
| 194   |         | Menga   | Beteng  | Menala    | Keliwon   | Aryang  | Wraspati  | Uma       | Jangur    | Manusa   | Kelawu           |
| 195   | Luang   | Pepet   | Kajeng  | Sri       | Umanis    | Urukung | Sukra     | Sri       | Gigis     | Pati     | Kelawu           |
| 196   |         | Menga   | Pasah   | Laba      | Paing     | Paniron | Saniscara | Indra     | Nohan     | Dewa     | Kelawu           |
| 197   |         | Menga   | Beteng  | Jaya      | Pon       | Was     | Redite    | Guru      | Ogan      | Suka     | Dukut            |
| 198   |         | Menga   | Kajeng  | Menala    | Wage      | Maulu   | Soma      | Yama      | Erangan   | Dewa     | Dukut            |
| 199   | Luang   | Pepet   | Pasah   | Sri       | Keliwon   | Tungleh | Anggara   | Ludra     | Urungan   | Pati     | Dukut            |
| 200   |         | Menga   | Beteng  | Laba      | Umanis    | Aryang  | Buda      | Brahma    | Tulus     | Suka     | Dukut            |
| 201   | Luang   | Pepet   | Kajeng  | Jaya      | Paing     | Urukung | Wraspati  | Kala      | Dadi      | Raja     | Dukut            |
| 202   | Luang   | Pepet   | Pasah   | Menala    | Pon       | Paniron | Sukra     | Uma       | Dangu     | Duka     | Dukut            |
| 203   | Luang   | Pepet   | Beteng  | Sri       | Wage      | Was     | Saniscara | Sri       | Jangur    | Duka     | Dukut            |
| 204   | Luang   | Pepet   | Kajeng  | Laba      | Keliwon   | Maulu   | Redite    | Indra     | Gigis     | Duka     | Watugunung       |
| 205   | Luang   | Pepet   | Pasah   | Jaya      | Umanis    | Tungleh | Soma      | Guru      | Nohan     | Raksasa  | Watugunung       |
| 206   |         | Menga   | Beteng  | Menala    | Paing     | Aryang  | Anggara   | Yama      | Ogan      | Suka     | Watugunung       |
| 207   |         | Menga   | Kajeng  | Sri       | Pon       | Urukung | Buda      | Ludra     | Erangan   | Sri      | Watugunung       |
| 208   |         | Menga   | Pasah   | Laba      | Wage      | Paniron | Wraspati  | Brahma    | Urungan   | Suka     | Watugunung       |
| 209   |         | Menga   | Beteng  | Jaya      | Keliwon   | Was     | Sukra     | Kala      | Tulus     | Sri      | Watugunung       |
| 210   |         | Menga   | Kajeng  | Menala    | Umanis    | Maulu   | Saniscara | Uma       | Dadi      | Sri      | Watugunung       |